# Dornberk
Dornberk je velika gručasta vas v spodnji Vipavski dolini, administrativno spada pod Mestno občino Nova Gorica.
Leži na vznožju vzpetine Čuklja (117 m), ki je na južnem robu rečnega kolena Vipave, na njenem levem bregu. Hiše so zaradi lege na dvignjenem svetu zavarovane pred poplavami, ravnica ob Vipavi pa je namenjena kmetovanju, predvsem vinogradništvu in sadjarstvu (breskve). Skoraj v celoti jo prekrivajo breskovi nasadi, ki jih namakajo z vodo odkar pa je zgrajeno akumulacijsko jezero Vogršček, je urejen namakalni sistem. Dornberk je središče vinogradništva v tem delu doline. Ima ugodno prometno lego, saj se pri njem od ceste in železnice Nova Gorica-Sežana odcepita kraka proti Ajdovščini. Zato je Dornberk postal središčna vas okoliške kmetijske pokrajine.
Okoliške vasi Dornberka so Batuje, Budihni, Zalošče, Tabor, Potok pri Dornberku, Saksid, Gradišče nad Prvačino, Steske, Draga
Industrijskih obratov v kraju ni, razvito pa je podjetništvo. V Dornberku so bencinski servis, bančna enota, enota zavarovalnice, pošta, osnovna šola in vrtec, samopostrežna trgovina, kmetijska trgovina, pekarna, zdravstveni dom in lekarna.

## Ime
Leta 1952 so Dornberg (iz nemščine Dorn »trn« in Berg »hrib«) začasno preimenovali v Zali hrib. Zaradi nezadovoljstva lokalnega prebivalstva pa je bilo le tri leta pozneje ime kraja ponovno preimenovano v Dornberk, podobno kot prvotno ime kraja.